# Laran

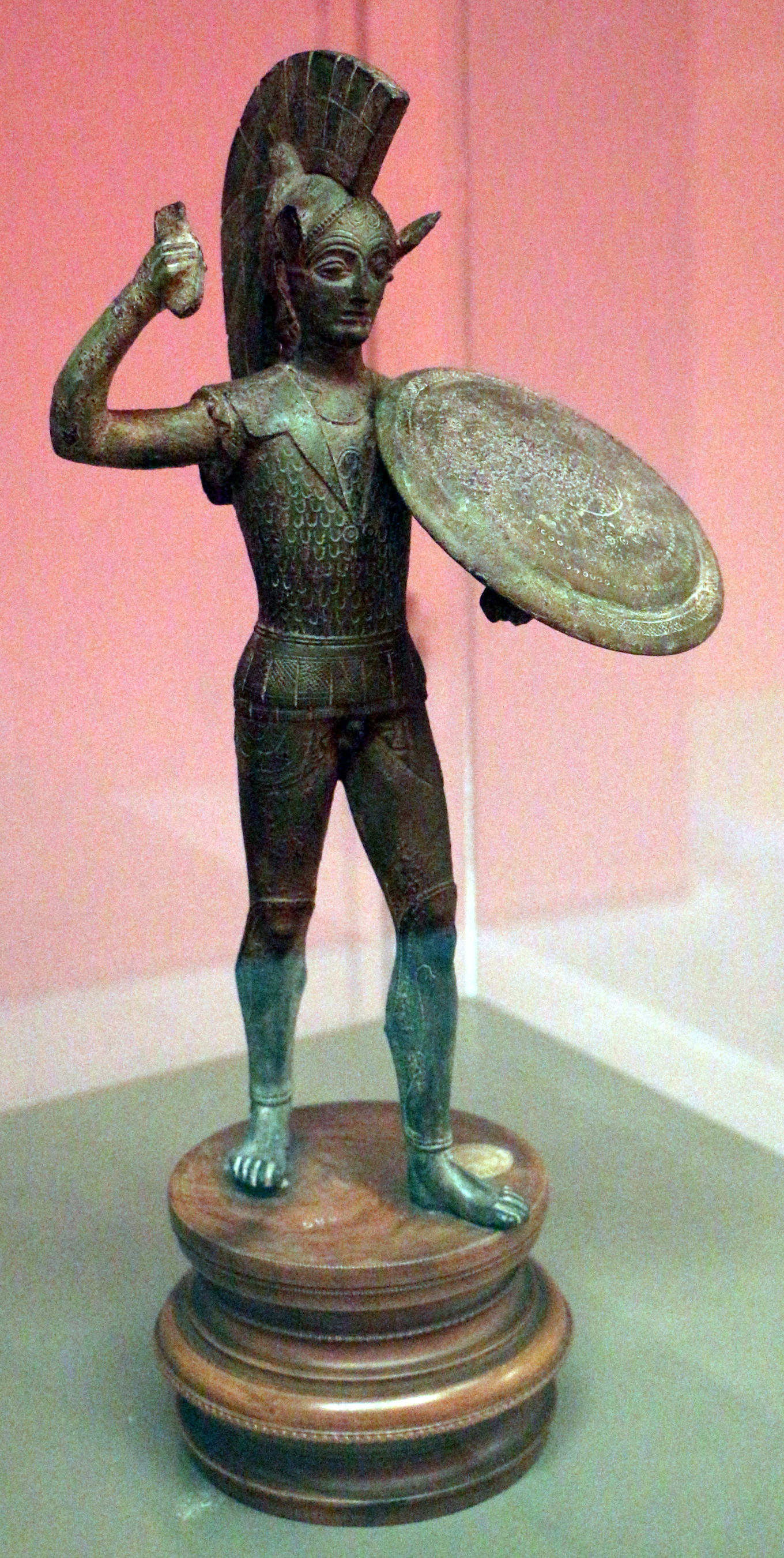
Laran, 500-450 a.C. circa, Museo archeologico nazionale, Florence

Laran a fost zeul războiului din mitologia etruscă, asimilabil cu zeii războiului Marte din mitologia romană și Ares din mitologia greacă.
Soția lui Laran era Turan (asimilată ulterior cu zeița Venus din mitologia romană).
De obicei, Laran a fost prezentat ca un tânăr înarmat cu coif și lance, purtând o mantie.